# Hanna Malewska-Peyre
Hanna Malewska-Peyre z domu Plackowska (ur. 27 grudnia 1927 w Działdowie, zm. 5 lipca 2019 w Paryżu) – polska psycholog społeczna, profesor nauk humanistycznych, pracownik instytutów naukowych Polskiej Akademii Nauk.

## Życiorys
W 1959 obroniła na Uniwersytecie Warszawskim pracę doktorską Przyczyny uprzedzeń anty-murzyńskich w Stanach Zjednoczonych napisaną pod kierunkiem Jana Szczepańskiego. Następnie uzyskała stopień naukowy doktora habilitowanego. W 1992 nadano jej tytuł profesora nauk humanistycznych.
Była pracownikiem Instytutu Studiów Politycznych Polskiej Akademii Nauk i Instytut Filozofii i Socjologii Polskiej Akademii Nauk.
W 1953 wyszła za mąż za Andrzeja Malewskiego (zm. w 1963).
Zmarła w Paryżu.